# Sitna loptarka
Sitna loptarka (lat. Pilularia minuta) ugrožena vrsta (u Hrvatskoj kritično) papratnice iz porodice raznorotkovki, dio reda Salviniales. Raširena je po Mediteranu, uključujući i Hrvatsku na otocima Rab i Cres.

## Pilularia minuta novi uvidi o njezinoj ekologiji, distribuciji i statusu očuvanja
Pilularia minuta Durieu (Marsileaceae) steno-mediteranski je endem (Rhazi, Grillas & Rhazi, 2010) i jedna od najamblematičnijih vrsta mediteranskih privremenih ribnjaka. Poznato je u nekoliko zemalja Sredozemnog bazena (Christenhusz & Raab-Straube, 2013). Raspon mu je prilično diskontinuiran. Do sada se nalazi u Portugalu (Algarve), Španjolskoj (provincije Huelva, Zamora, La Mancha i Menorca (Anthos, 2012)), južnoj Francuskoj, Korzici, Grčkoj, zapadnim i sjevernim Egejskim otocima, Cipru, Hrvatskoj (Dalmatinska obala) i Turska (Izmir). Također se javlja u Magrebu, na pr. Maroko, Alžir, a nedavno je pronađena i u Tunisu (Daoud-Bouattour et al., 2009).
U Italiji je prisutnost Pilularia minuta potvrđena za Sardiniju i Apuliju (Beccarisi, Ernandes & Zuccarello, 2009; Bagella i Caria, 2012; Mascia et al., 2013). O njegovoj prisutnosti na Siciliji prvi je put izvijestio Nicotra (1893.) iz Trapanija, no to se temeljilo na pogrešnoj identifikaciji njegovih primjeraka (Troia & Lansdown, 2016).
Nedavno je mala populacija Pilularia minuta pronađena na Siciliji (Troia & Lansdown, 2016), u blizini Calatafimija (Trapani). U okviru istraživanja biljnih zajednica privremenih ribnjaka, provedenih u zaštićenim područjima ili SCI (područja od značaja za zajednicu) JI Sicilije (Minissale i Sciandrello, 2016; Sciandrello et al., 2016), dvije su nove populacije Pilularia minuta otkriveno u travnju 2015. i ožujku 2016. na Iblajskoj visoravni, u nekim jezercima na redovito plavljenom vulkanskom tlu. Prvi se nalazi u Cozzo Fico, južno od planine Pancali (blizu Carlentinija) na 360 m nadmorske visine (2 jezera); drugi je pronađen u Cozzo Ogliastri (blizu Sortina), na 385 m nadmorske visine. (10 ribnjaka). Populacija koju su otkrili Troia i Lansdown (2016) udaljena je oko 200 km od Iblajskih populacija na oko 200 m. nadmorske visine, na silikatnom tlu koje potječe iz sedimentnih stijena.

## Sinonimi
- Calamistrum minutum Kuntze